# San Francisco de la Dicha
San Francisco de la Dicha är en ort i Mexiko.   Den ligger i kommunen Moctezuma och delstaten San Luis Potosí, i den centrala delen av landet, 400 km norr om huvudstaden Mexico City. San Francisco de la Dicha ligger 1 612 meter över havet och antalet invånare är 238.
Terrängen runt San Francisco de la Dicha är platt åt sydväst, men åt nordost är den kuperad. Runt San Francisco de la Dicha är det glesbefolkat, med 20 invånare per kvadratkilometer. Närmaste större samhälle är San José del Arbolito, 11,0 km söder om San Francisco de la Dicha. Omgivningarna runt San Francisco de la Dicha är i huvudsak ett öppet busklandskap.